# Yellow Submarine
Yellow Submarine (englisch für „Gelbes Unterseeboot“) ist das zehnte Studioalbum der britischen Gruppe The Beatles. Es wurde im Januar 1969 veröffentlicht. Es enthält die Filmmusik zum bereits im Juli 1968 veröffentlichten gleichnamigen Zeichentrickfilm. Gleichzeitig ist Yellow Submarine auch ein Album von George Martin, da die zweite Seite des Albums ausschließlich von ihm orchestrierte Filmmusik enthält.

## Entstehung

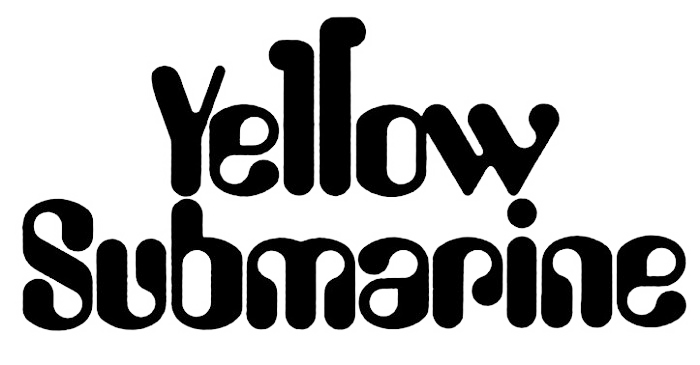
Logo des Films

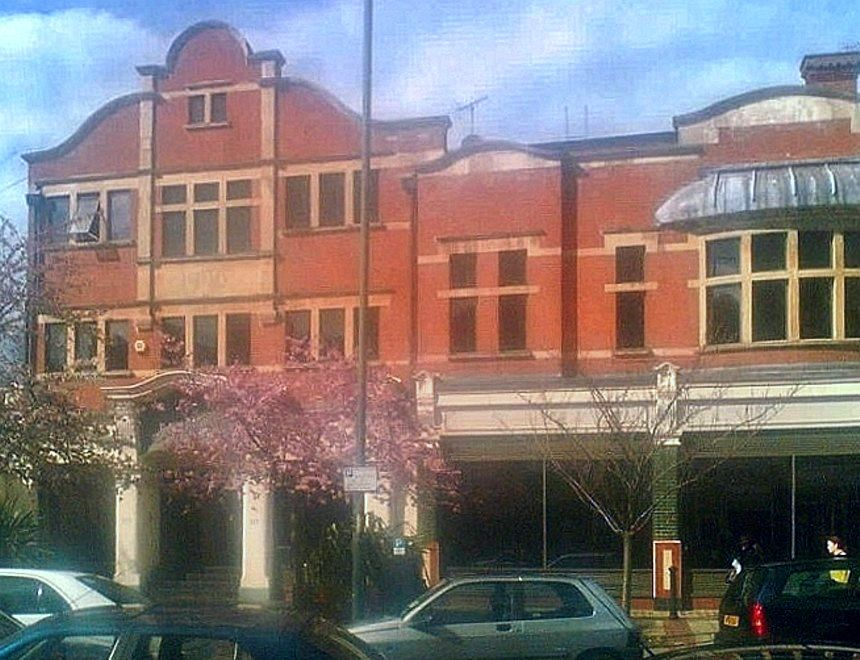
Olympic Studios in Barnes, London

Das Album Yellow Submarine ist das Soundtrackalbum zum gleichnamigen kommerziell erfolgreichen Zeichentrickfilm der Beatles. Es erschien erst sechs Monate nach dem Kinostart, da die Beatles ihre Prioritäten auf Fertigstellung und Veröffentlichung des Albums The Beatles legten. Ein weiterer Grund war, dass George Martin seine verwendete Filmmusik neu aufnehmen wollte. Die Originalfilmmusik von George Martin war in den Olympic Sound Studios aufgenommen worden, die Neuaufnahme mit einem 41-köpfigen Orchester fand am 22. und 23. Oktober 1968 in den Abbey Road Studios (Studio 1) statt. Der Toningenieur Geoff Emerick stellte die Instrumentalstücke fertig. Der instrumentale Soundtrack wurde auf die zweite Seite des Albums gepresst, sodass George Martins Orchesteraufnahmen die Hälfte des Albums füllten.

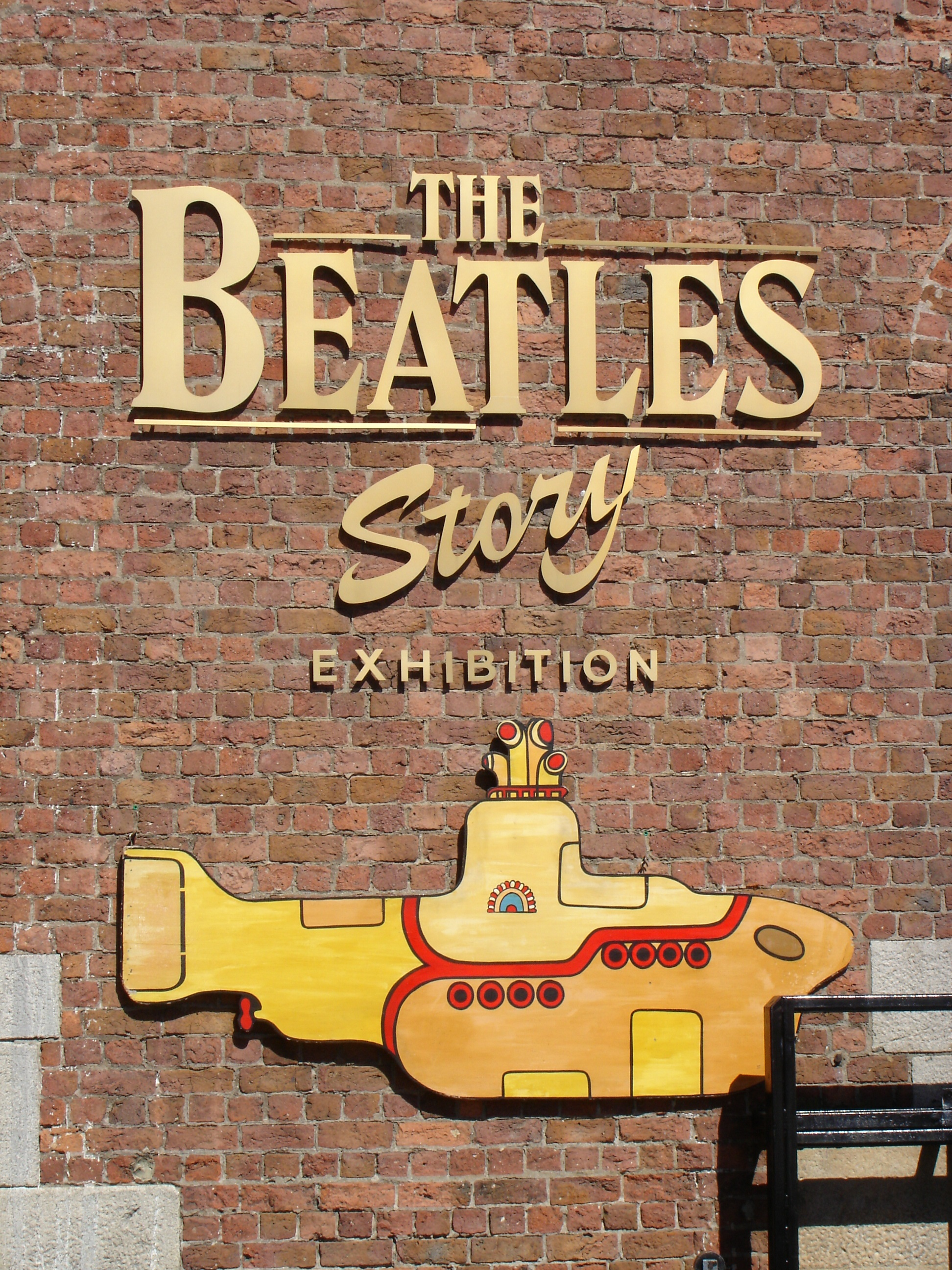
Eingang zur Ausstellung The Beatles Story in Liverpool

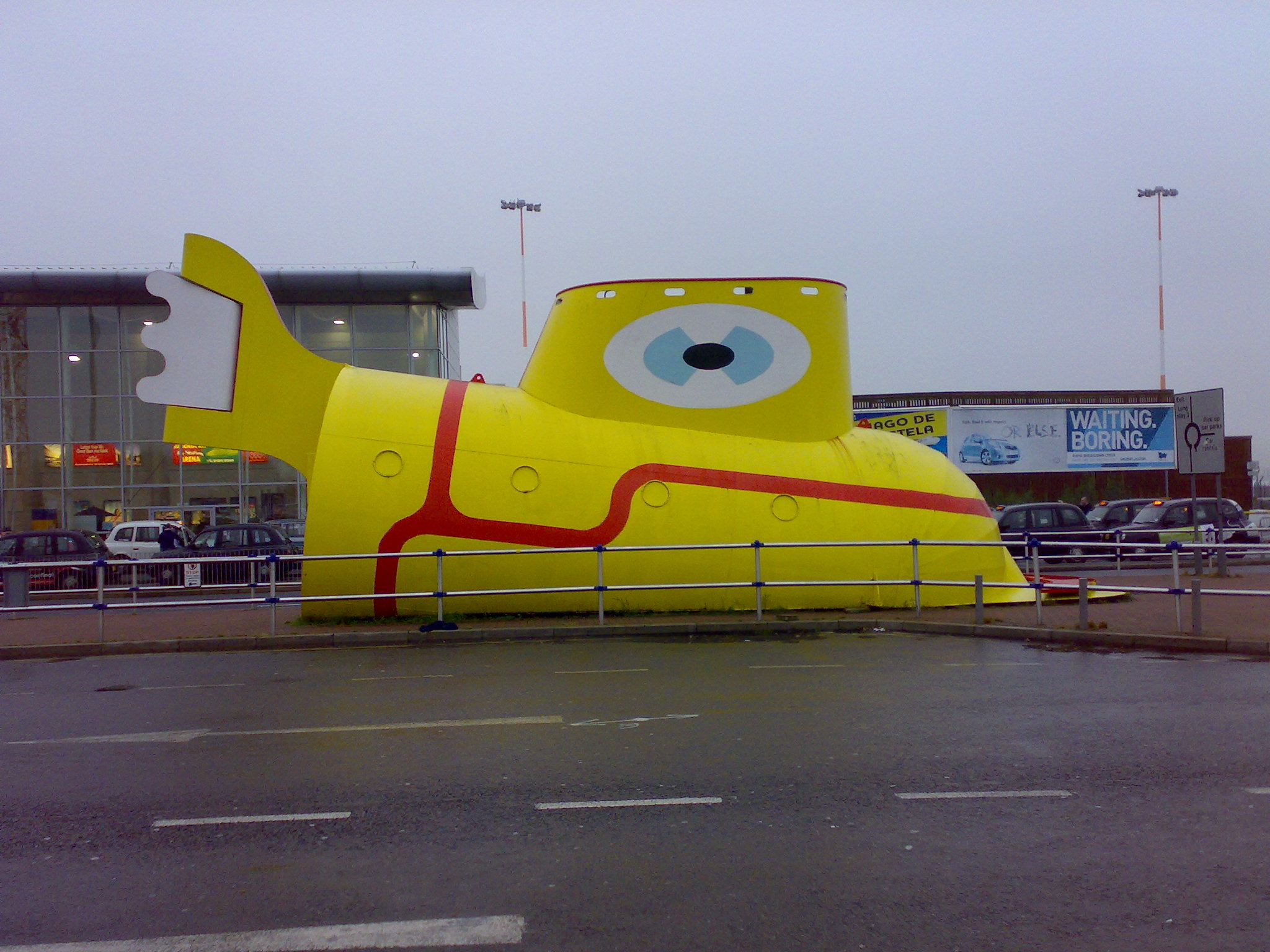
Yellow Submarine – Skulptur vor dem Flughafen in Liverpool

Die erste Seite der LP enthält vier zuvor unveröffentlichte Stücke der Beatles; die beiden übrigen Titel Yellow Submarine (vom Album Revolver, August 1966) und All You Need Is Love (Single, Juli 1967) waren bereits vorher erschienen. Die vier „neuen“ Lieder waren teilweise schon ältere Aufnahmen, so entstand Only a Northern Song während der Arbeiten für das Album Sgt. Pepper’s Lonely Hearts Club Band, die Lieder All Together Now und It’s All Too Much wurden während der Aufnahmen für den Soundtrack für den Film Magical Mystery Tour eingespielt. Hey Bulldog  wurde im Februar 1968 aufgenommen und war somit das neueste Lied des Albums. Geoff Emerick mischte die Lieder am 29. Oktober 1968 in Stereo ab.
Paul McCartney sagte zur Entstehung des Soundtracks: „Ich glaube, wenn es was Disneymäßiges geworden wäre und sie hätten When You Wish upon a Star gewollt, hätte ich das sehr gern aufgenommen, da sie mehr in die Sgt. Pepper-Richtung gingen, sagten wir, sie sollten schon aufgenommene Songs von uns nehmen […]“
Der Film Yellow Submarine enthält noch weitere Lieder, die für das Soundtrackalbum nicht verwendet wurden, aber im Jahr 1999 auf dem Album Yellow Submarine Songtrack veröffentlicht wurden:
1. Eleanor Rigby
2. Love You To (Harrison)
3. Lucy in the Sky with Diamonds
4. Think for Yourself (Harrison)
5. Sgt. Pepper’s Lonely Hearts Club Band
6. With a Little Help from My Friends
7. Baby You’re a Rich Man
8. When I’m Sixty-Four
9. Nowhere Man

Teile der Lieder von Within You Without You und A Day in the Life werden ebenfalls im Film angespielt.
Da die Käufer den vollen Kaufpreis für ein neues Beatles-Album mit vier unveröffentlichten Liedern bezahlen mussten, plante Parlophone eine EP im März 1969 mit folgenden fünf Liedern zu veröffentlichen:
| Seite A 1. Only a Northern Song 2. Hey Bulldog 3. Across the Universe | Seite B 1. All Together Now 2. It’s All Too Much |

Across the Universe wurde im Februar 1968 aufgenommen und war nicht Teil des Soundtracks. Da die EP nicht realisiert wurde, erschien Across the Universe erstmals am 12. Dezember 1969 auf dem Benefiz-Kompilationsalbum No One’s Gonna Change Our World.
Yellow Submarine war nach dem Kompilationsalbum A Collection of Beatles Oldies das zweite und letzte Album der Beatles, das bis einschließlich 1970 nicht die Nummer-eins-Position in den britischen Charts erreichte. In den USA erreichte das Album Platz 2 in den Charts, da der erste Platz vom Album The BEATLES belegt wurde. Im Dezember 1991 wurde das Album in den USA mit Platin für eine Million verkaufte Exemplare ausgezeichnet. Aus dem Album wurde in Großbritannien und den USA keine Single ausgekoppelt, erst im Februar 1972 erschien in Deutschland die Single All Together Now / Hey Bulldog, die sich aber nicht in den Charts platzieren konnte.
Das Album Yellow Submarine wurde in Großbritannien in einer Mono- und in einer Stereoversion veröffentlicht. Die Monoversion ist allerdings nur eine heruntergemischte Stereoversion und keine eigene, separate Monoversion, obwohl von den sechs Liedern der Beatles auf Seite 1 zum Zeitpunkt der Veröffentlichung Monoabmischungen existierten. Diese Monoabmischungen wurden am 9. September 2009 auf dem Album Mono Masters, das Bestandteil der The Beatles in Mono-Box ist, veröffentlicht. In den USA und Deutschland wurde das Album ab dem Erscheinungsdatum im Jahr 1969 ausschließlich in der Stereoabmischung vertrieben.

## Covergestaltung
Das Design des Albumcovers basiert auf den Zeichnungen von Heinz Edelmann. Ein ähnliches Design wurde auch für die Filmplakate des Zeichentrickfilms verwendet. Unter dem Albumtitel Yellow Submarine wird bei der britischen und deutschen Ausgabe des Albums der Satz „Nothing Is Real“ aufgeführt, bei der US-amerikanischen Ausgabe steht der Satz nicht auf dem Cover.
Auf der Rückseite des britischen und deutschen Albums ist ein Text von dem Pressesprecher der Beatles, Derek Taylor, sowie eine Kritik von Tony Palmer über das Weiße Album abgedruckt. Das US-amerikanische Album enthält eine Abhandlung von Dan Davis, einem fiktiven Mitglied der Sgt. Pepper’s Lonely Hearts Club Band, der den Kampf gegen die Blue Meanies unter anderen mit tatsächlichen historischen Ereignissen (Thomas Jeffersons Ausarbeitung der amerikanischen Unabhängigkeitserklärung, King Johns Unterschrift unter die Magna Charta) vergleicht.

## Titelliste
| Nr. | Lied                 | Autor            | Leadgesang | Länge |
| --- | -------------------- | ---------------- | ---------- | ----- |
| 01  | Yellow Submarine     | Lennon/McCartney | Starr      | 2:40  |
| 02  | Only a Northern Song | Harrison         | Harrison   | 3:24  |
| 03  | All Together Now     | Lennon/McCartney | McCartney  | 2:11  |
| 04  | Hey Bulldog          | Lennon/McCartney | Lennon     | 3:11  |
| 05  | It’s All Too Much    | Harrison         | Harrison   | 6:25  |
| 06  | All You Need Is Love | Lennon/McCartney | Lennon     | 3:51  |

| Nr. | Lied                           | Autor                        | Interpret                     | Länge |
| --- | ------------------------------ | ---------------------------- | ----------------------------- | ----- |
| 07  | Pepperland                     | Martin                       | George Martin & his Orchestra | 2:21  |
| 08  | Sea of Time                    | Martin                       | George Martin & his Orchestra | 3:00  |
| 09  | Sea of Holes                   | Martin                       | George Martin & his Orchestra | 2:17  |
| 10  | Sea of Monsters                | Martin                       | George Martin & his Orchestra | 3:37  |
| 11  | March of the Meanies           | Martin                       | George Martin & his Orchestra | 2:19  |
| 12  | Pepperland Laid Waste          | Martin                       | George Martin & his Orchestra | 2:13  |
| 13  | Yellow Submarine in Pepperland | Lennon/McCartney arr. Martin | George Martin & his Orchestra | 2:16  |

Die Längen der Lieder basieren auf der 2009er CD-Version.

## Wiederveröffentlichungen
- Im Jahr 1983 erschien in Australien das Album Yellow Submarine (Katalognummer: Parlophone PCSO 7070) auf gelbes Vinyl gepresst.[7]
- Am 24. August 1987 erfolgte die Erstveröffentlichung des Albums Yellow Submarine als CD ausschließlich in einer Stereoabmischung. Das Mastering wurde neben George Martin vom Toningenieur der Abbey Road Studios Mike Jarrett überwacht. Der CD liegt ein achtseitiges bebildertes Begleitheft bei, das eine Kritik von Tony Palmer über das Weiße Album beinhaltet.
- Am 9. September 2009 erschien das Album remastert in einer Stereoabmischung als CD und als Teil des The Beatles Stereo Box Sets. Die im Jahr 2009 wiederveröffentlichte CD wurde von Paul Hicks, Steve Rooke und Guy Massey remastert. Das aufklappbare CD-Pappcover wurde von Drew Lorimer neu gestaltet. Der CD liegt ein 20-seitiges Begleitheft bei, das neben Fotos der Beatles die Originalcovertexte aus dem Jahr 1969 der britischen und US-amerikanischen Alben, Informationen zum Album von Kevin Howlett und Mike Heatley sowie Informationen zu den Aufnahmen von Allan Rouse und Kevin Howlett enthält. Die CD beinhaltet eine Dokumentation im QuickTime-Format, bestehend aus Videoausschnitten sowie modifizierten Bildern zu den Studiosessions, untermalt durch angespielte Musiktitel, Outtakes und Studiogespräche des Albums.
- Die remasterte Stereo-Vinyl-Langspielplatte wurde im November 2012 mit dem The Beatles Remastered Vinyl Box Set veröffentlicht.
- Die Erstveröffentlichung im Download-Format erfolgte am 16. November 2010 bei iTunes, ab dem 24. Dezember 2015 war das Album auch bei anderen Anbietern und bei Streaming-Diensten verfügbar.[8][9]

## Aufnahmedaten
Die Aufnahmen für das Album fanden fast ausschließlich in den Abbey Road Studios (Studio 1, 2 und 3) sowie den De Lane Lea Studios, unter der Produktionsleitung von George Martin statt. Toningenieur der Aufnahmen war Geoff Emerick mit Ausnahme von It’s All Too Much, bei dem Dave Siddle Toningenieur war.
| Nr. | Lied                 | Aufnahmedaten                      | Toningenieur                | Studio                        | Besetzung / Gastmusiker | Tonträger (Erstveröffentlichung)                  |
| --- | -------------------- | ---------------------------------- | --------------------------- | ----------------------------- | --- | ------------------------------------------------- |
| 01  | Yellow Submarine     | 26. Mai 1966, 01. Juni 1966        | Geoff Emerick               | Abbey Road Studio 3 und 2     | - John Lennon: Akustikgitarre, Hintergrundgesang - Paul McCartney: Bass, Hintergrundgesang - George Harrison: Tamburin, Hintergrundgesang - Ringo Starr: Schlagzeug, Gesang - Mal Evans (auch Basstrommel), Neil Aspinall, George Martin, Geoff Emerick, Pattie Harrison, Brian Jones, Marianne Faithfull, Alf Bicknell (Chauffeur der Beatles): Hintergrundchor | Revolver                                          |
| 02  | Only a Northern Song | 13. + 14. Feb. 1967, 20. Apr. 1967 | Geoff Emerick               | Abbey Road Studio 2           | - John Lennon: Klavier - Paul McCartney: Bass - George Harrison: Orgel, Gesang - Ringo Starr: Schlagzeug - unbekannte Musiker: Glockenspiel, Trompete | Yellow Submarine                                  |
| 03  | All Together Now     | 12. Mai 1967                       | Geoff Emerick               | Abbey Road Studio 2           | - John Lennon: Akustikgitarre, Ukulele, Mundharmonika, Hintergrundgesang - Paul McCartney: Bass, Akustikgitarre, Gesang - George Harrison: Hintergrundgesang - Ringo Starr: Schlagzeug, Zimbel | Yellow Submarine                                  |
| 04  | It’s All Too Much    | 25. + 26. Mai 1967, 02. Juni 1967  | Dave Siddle                 | De Lane Lea Studios, Kingsway | - John Lennon: Leadgitarre, Hintergrundgesang - Paul McCartney: Bass, Hintergrundgesang - George Harrison: Leadgitarre, Hammond-Orgel, Gesang - Ringo Starr: Schlagzeug, Tamburin - David Mason und drei nicht aufgeführte Musiker: Trompete - Paul Harvey: Klarinette | Yellow Submarine                                  |
| 05  | All You Need Is Love | 14., 19., 23.–25. Juni 1967        | Eddie Kramer, Geoff Emerick | Abbey Road Studio 1 und 3     | - John Lennon: Banjo, Cembalo, Gesang - Paul McCartney: Bass, Kontrabass, Hintergrundgesang - George Harrison: Leadgitarre, Geige, Hintergrundgesang - Ringo Starr: Schlagzeug - George Martin: Klavier - Sidney Sax, Patrick Halling, Eric Bowie, Jack Holmes: Geige - Rex Morris, Don Honeywill: Saxofon - Stanley Woods, David Mason: Trompete - Evan Watkins, Harry Spain: Posaune - Jack Emblow: Akkordeon - Mick Jagger, Keith Richards, Marianne Faithfull, Jane Asher, Mike McCartney, Pattie Harrison, Eric Clapton, Graham Nash, Keith Moon, Hunter Davies, Gary Leeds und weitere nicht aufgeführte Hintergrundsänger: Chor - Mike Vickers: Dirigent | Magical Mystery Tour, ursprünglich Single-A-Seite |
| 06  | Hey Bulldog          | 11. Feb. 1968                      | Geoff Emerick               | Abbey Road Studio 3           | - John Lennon: Leadgitarre, Klavier, Gesang - Paul McCartney: Bass, Hintergrundgesang - George Harrison: Leadgitarre - Ringo Starr: Schlagzeug, Tamburin | Yellow Submarine                                  |

## Chartplatzierungen des Albums
| Album                                            | Album            | Datum der Veröffentlichung | Datum der Veröffentlichung | Datum der Veröffentlichung | Beste Charts-Platzierung | Beste Charts-Platzierung | Beste Charts-Platzierung | Label Katalognr.                        | Label Katalognr.      | Label Katalognr.          |
| Typ                                              | Titel            | GB                         | US                         | DE                         | GB                       | US                       | DE                       | GB                                      | US                    | DE                        |
| ------------------------------------------------ | ---------------- | -------------------------- | -------------------------- | -------------------------- | ------------------------ | ------------------------ | ------------------------ | --------------------------------------- | --------------------- | ------------------------- |
| Studioalbum                                      | Yellow Submarine | 17. Jan. 1969              | 13. Jan. 1969              | 21. Sep. 1969              | 3                        | 2                        | 5                        | Apple PMC 7070 (Mono) PCS 7070 (Stereo) | Apple SW 153          | Apple SMO 74 585 (Stereo) |
| Studioalbum CD-Erstveröffentlichung              | Yellow Submarine | 25. Aug. 1987              | 25. Aug. 1987              | Aug. 1987                  | 60                       | 180                      | –                        | Parlophone CDP 7 46445 2                | Capitol CDP 7 46445 2 | EMI CDP 7 46445 2         |
| Studioalbum Remasterte CD-Wiederveröffentlichung | Yellow Submarine | 9. Sep. 2009               | 9. Sep. 2009               | 9. Sep. 2009               | 89                       | –                        | –                        | Apple/EMI 3824672                       | Apple/Capitol 3824672 | Apple/EMI 3824672         |

## Single-Auskopplungen
| Single                         | Datum der Veröffentlichung | Datum der Veröffentlichung | Datum der Veröffentlichung | Beste Charts-Platzierung | Beste Charts-Platzierung | Beste Charts-Platzierung | Label Katalognr. | Label Katalognr. | Label Katalognr.   |
| A-Seite / B-Seite              | GB                         | US                         | DE                         | GB                       | US                       | DE                       | GB               | US               | DE                 |
| ------------------------------ | -------------------------- | -------------------------- | -------------------------- | ------------------------ | ------------------------ | ------------------------ | ---------------- | ---------------- | ------------------ |
| All Together Now / Hey Bulldog | –                          | –                          | 2. Feb. 1972               | n.v.                     | n.v.                     | –                        | –                | –                | Apple 1C 006-04982 |

## Verkaufszahlen und Auszeichnungen
| Land/Region                  | Auszeichnungen für Musikverkäufe (Land/Region, Auszeichnung, Verkäufe) | Verkäufe  |
| ---------------------------- | ---------------------------------------------------------------------- | --------- |
| Argentinien (CAPIF)          | Platin (VÖ 1987) · + Gold (VÖ 1999)                                    | 90.000    |
| Japan (RIAJ)                 | Platin                                                                 | 200.000   |
| Kanada (MC)                  | Gold                                                                   | 50.000    |
| Neuseeland (RMNZ)            | Gold                                                                   | 7.500     |
| Vereinigte Staaten (RIAA)    | Platin                                                                 | 1.000.000 |
| Vereinigtes Königreich (BPI) | Gold                                                                   | 100.000   |
| Insgesamt                    | 4× Gold · 3× Platin ·                                                  | 1.447.500 |